# Петрилово (Вологодская область)
Петрилово — деревня в Тотемском районе Вологодской области.
Входит в состав Погореловского сельского поселения, с точки зрения административно-территориального деления — в Погореловский сельсовет.
Расстояние по автодороге до районного центра Тотьмы — 62,5 км, до центра муниципального образования деревни Погорелово — 2,5 км. Ближайшие населённые пункты — Быково, Жилино, Залесье, Ивакино.
По переписи 2002 года население — 78 человек (37 мужчин, 41 женщина). Преобладающая национальность — русские (99 %).